# Orden del Mérito de Nueva Zelanda
La Orden del Mérito de Nueva Zelanda es una orden establecida en 1996 para "aquellas personas que en cualquier campo de la vida, han dado un meritorio servicio a la Corona y a la nación o a quien se ha distinguido por su eminencia, talento, contribuciones u otros atributos". 
Incluye cinco grados:
- Principal Companion (PCNZM; anteriormente Knight o Dame Grand Companion, GNZM)
- Distinguished Companion (DCNZM; anteriormente Knight o Dame Companion, KNZM o DNZM)
- Companion (CNZM)
- Officer (ONZM)
- Member (MNZM)

## Insignias
- El Collar.
- La Estrella de ocho puntas. Los Principal Companion llevan puesto una estrella de oro y los Distinguished Companion llevan puesta una estrella de plata.
- La Insignia para las tres más altas clases está hecha en oro. La insignia para la clase de Officer o Member es similar en la forma aunque de plata.

## Miembros destacados
- Soberano: Isabel II del Reino Unido

Caballeros y Damas
- Rt Hon. Sir Michael Hardie Boys GNZM GCMG QSO (1996)
- Rt Hon. Sir William Birch GNZM (1999)
- Rt Hon. Dame Sian Elias GNZM QC (1999)
- Profesor Emérito Lloyd Geering ONZ PCNZM CBE (30 de diciembre de 2000)
- Hon. Dame Silvia Cartwright PCNZM DBE QSO (20 de marzo de 2001)
- Sir Patrick Goodman PCNZM CBE (3 de junio de 2002)
- Rt Hon. Sir Ivor Richarson PCNZM (3 de junio de 2002)
- Profesor Paul Callaghan PCNZM (31 de enero de 2005)
- HE Hon. Anand Satyanand PCNZM QSO (5 de junio de 2006)
- Dame Malvina Major PCNZM DBE (2008)

Oficiales
- Ministro: HE Hon. Anand Satyanand PCNZM QSO
- Heraldo: Philip O'Shea CNZM LVO
- Secretaria: Rebecca Kitteridge